# Volpone (film)
Pour les articles homonymes, voir Volpone (homonymie).
Pour plus de détails, voir Fiche technique et Distribution.
Volpone est un film français réalisé par Maurice Tourneur, sorti en 1941. Il s'agit d'une adaptation de la pièce de théâtre Volpone de Jules Romains, elle-même adaptée de celle de Ben Jonson.

## Synopsis
Pour se venger de ses créanciers, qui l'avaient fait jeter en prison, le levantin Volpone met sur pied une vengeance diabolique. Il se sert du parasite Mosca, dont il partagea le cachot, pour faire croire qu'il est à l'article de la mort, et qu'il léguera ses biens à son meilleur ami, n'ayant ni épouse ni enfant. En les manipulant tour à tour, Mosca fait miroiter alors l'héritage aux rapaces qui entourent Volpone. C'est finalement Mosca, désinvolte et cynique, désigné comme héritier, qui empochera l'argent.

## Fiche technique
- Titre original : Volpone
- Réalisation : Maurice Tourneur, Jacques de Baroncelli (voir infra)
- Assistant : Édouard Lepage, Jacques Tourneur (non crédité)
- Scénario : Jules Romains, d'après l'adaptation par Jules Romains et Stefan Zweig de la pièce Volpone de Ben Jonson
- Décors : André Barsacq
- Costumes : Boris Bilinsky, exécutés par la maison L. Granier
- Photographie : Armand Thirard
- Opérateur : René Colas, assisté d'André Dumaître et Robert Taverne
- Son : Charles Guirlinguer
- Montage : Marcel Cohen
- Musique : Marcel Delannoy
- Direction musicale : Roger Désormière
- Lyrics : Roger Fernay
- Maquillage : Max Factor, Georges Klein
- Scripte : Suzanne Bon[1]
- Production : Élisabeth Soutzo
- Société de production : Ile-de-France Films
- Pays de production :  France
- Format : Noir et blanc - 35 mm - 1,37:1 - son mono (Western Electric Wide Range Recording)
- Genre : Comédie
- Durée : 94 minutes
- Date de sortie : 
  - France : 10 mai 1941
- Affiche : René Péron (France)

## Distribution
- Louis Jouvet : Mosca, confident et homme à tout faire de Volpone
- Jacqueline Delubac : Colomba, la femme de Corvino
- Colette Régis : la marquise lors du banquet
- Harry Baur : Volpone, le commerçant levantin
- Charles Dullin : Corbaccio, l'usurier
- Fernand Ledoux : Corvino, le mari jaloux
- Jean Temerson : Voltore, le notaire
- Alexandre Rignault : le capitaine Léone, fils de Corbaccio
- Robert Seller : le capitaine des sbires
- Alfred Baillou : un mendiant
- Henri Farty : un Vénitien
- Pierre Sabbagh : un Vénitien
- Rodolphe Marcilly : un Vénitien
- Édouard Francomme : un Vénitien
- Roger Blin : un Vénitien
- Marcel Melrac : un soldat
- Charles Denner : un valet
- Jean Lambert[2] : le chanteur
- Marion Dorian : Canina, la femme qui veut se faire épouser
- Louis Frémont : le juge
- Pierre Giannotti : le donneur de sérénade
- Pierre Moreno : le greffier

## Production
- En juin 1938, Jacques de Baroncelli avait commencé le tournage du film avec une interprétation quasiment analogue (Jean Tissier n'est pas dans la version finale de Tourneur), mais dut l'arrêter pour des questions financières. Certaines scènes de cette version figurent dans celle de 1941.

## Accueil
« Le film de Maurice Tourneur est remarquable par son interprétation : Harry Baur est plutôt exubérant mais sans excès, Charles Dullin crée de manière expressive un usurier vraiment abominable et Louis Jouvet fait une interprétation très juste, assez retenue, de ce valet rusé. L’histoire est très amusante et plusieurs décors sont utilisés, ce qui permet d’atténuer, et même d'éviter, la sensation de théâtre filmé. »

— blog L'œil sur l'écran, 14 octobre 2010

« Dans la Venise du XVIe siècle, une gondole de luxe en forme d'arche de Noé. À bord : le renard Volpone, Mosca la mouche, Corbaccio le corbeau, Leone le lion. Mi-carnaval des animaux, mi-corso, la farandole, très « théâtre filmé », n'en est pas moins mémorable. D'avarice en duplicité, chacun y avance masqué, sauf le cabotinage, grandiose, des acteurs. »

— Michel Grisolia, L'Express, 26 janvier 1995

« Une excellente comédie, transcendée par le génie de ses interprètes. Il faut voir Harry Baur, physique répugnant, jouer les Levantins lâches et rusés, tantôt pleurnicheur, tantôt arrogant, prenant plaisir à rouler ses contemporains jusqu'au moment où il découvre qu'il est piégé à son tour.
Que dire de Jouvet et de son extravagant costume (bizarre chapeau à plumes, justaucorps très ajusté et collant), intendant faussement fidèle et meneur d'un jeu dont il connaît seul l'issue.[...]
Le plus beau plan du cinéma français ? Celui ou Corbaccio se penche, tel un rapace, sur Volpone feignant d'être moribond tout en riant intérieurement, la scène sous l'œil narquois de Mosca. Trois visages dans le même plan, sur lesquels se lisent la cupidité, la fourberie et la trahison ; trois visages, ceux de trois immenses acteurs. »

— Jean Tulard, Dictionnaire amoureux du cinéma

## Autour du film
- Le personnage de Volpone, à l'origine un noble vénitien, fut changé en juif en cette période de l'Occupation, ce qui donnait un autre sens aux multiples accusations d'avidité et de scélératesse qui lui sont lancées au cours du film. La production, cependant, remplaça le mot « juif » par « levantin », ce qui permit d'atténuer quelque peu l'antisémitisme de l'affaire et d'assurer par là la pérennité de ce chef-d'œuvre (d'autant qu'il s'agit d'une adaptation de Jules Romains bien antérieure à l'Occupation). Il convient de préciser que le film, qui est bien sorti sous l'Occupation (en mai 1941), a été tourné avant la défaite française (Maurice Tourneur a commencé son tournage en mars 1940). L'Occupation n'est donc pour rien dans les changements apportés au personnage de Volpone évoqués dans ce paragraphe.
- À noter que Harry Baur, qui avait joué le rôle-titre dans David Golder et Le Juif polonais, puis l'empereur Rodolphe II dans Le Golem, livre ici une interprétation de Volpone extraordinaire.
- Tournage dans les studios de Paris Studio Cinéma de Billancourt.
- Première et unique apparition au cinéma de Pierre Sabbagh qui voulait alors devenir comédien et suivait les cours de Charles Dullin.